# Роза (Бердянский городской совет)
Роза (укр. Роза) — село,
Нововасилевский сельский совет,
Бердянский городской совет,
Запорожская область,
Украина.
Код КОАТУУ — 2310494003. Население по переписи 2001 года составляло 613 человек . После вторжения РФ на Украину село было оккупировано российскими войсками

## Географическое положение
Село Роза находится у истоков реки Куцая Бердянка,
ниже по течению на расстоянии в 0,5 км расположен посёлок Шёлковое.